# Otto Harrassowitz
Otto Harrassowitz, född 18 december 1845, död 24 juni 1920, var en tysk bokförläggare.
Han grundade 1872 Harrassowitz Verlag, som främst har utgett vetenskapliga verk i bibliografi, geografi, filologi och filosofi, samt var även kommissionär för flera utländska, däribland svenska firmor. Till firman var också knutet ett betydande antikvariat.